# Línea E3 (Euskotren Trena)
La línea E3, hasta 2017 denominada línea 4 de EuskoTren y también conocida como línea del Txorierri, es un trayecto de cercanías ofrecido por Euskotren Trena, servicio y división de Euskotren. La línea parte por el sur desde la estación de Kukullaga-Etxebarri, en el municipio de Echévarri, y finaliza en su extremo norte en la estación de Lezama, enlazando en su recorrido los barrios del noreste de Bilbao, capital de la provincia de Vizcaya, y la localidad de Lezama, todas en el mismo territorio del País Vasco. Da así servicio a varias localidades de la comarca del Valle de Asúa (denominado Txorierri en euskera).
La línea comparte su tramo inicial, entre Echévarri y Bilbao (hasta la estación de Matiko), con la línea 3 (L3) del sistema de metro de Bilbao, la cual transcurre íntegramente dentro de esta línea, aportando así una frecuencia de trenes mayor en dicho intervalo. Su recorrido total abarca las zonas 1 y 2 del Consorcio de Transportes de Bizkaia (CTB).

## Historia y evolución

### Origen y primera evolución
A pesar de su corto recorrido (apenas 13 km a día de hoy), la relación ferroviaria entre Bilbao y Lezama que la actual línea E3 tiene por fin cubrir, ha sido, a lo largo de más de un siglo de historia, una de las que más cambios ha sufrido en su infraestructura. Tradicionalmente, la extinta estación de Bilbao-Calzadas —ubicada en la bilbaína plaza Miguel de Unamuno, junto a las escaleras llamadas «calzadas de Mallona»—, cuyo edificio histórico es sede del nuevo Museo Arqueológico de Vizcaya, fue la cabecera de la línea en la capital, condición que ostentaría hasta su cierre definitivo en septiembre de 1996. La cabecera de Lezama, por su parte, se ha mantenido siempre en el lugar en que se encuentra la actual estación, al igual que el recorrido entre dicha cabecera y la localidad de Derio.
El primer ferrocarril de Bilbao a Lezama data de 1895, cuando se completó el primitivo recorrido entre las dos localidades, que incluía un corto túnel de vía única a través del monte Archanda (el primero construido en la historia). El trazado, complicado y sinuoso por culpa precisamente de dicho accidente geográfico, no impuso pocas complicaciones durante los primeros años en que funcionó la línea. Varios incidentes, en especial la muy temprana catástrofe sucedida el 7 de julio de 1894 —antes incluso de terminarse las obras que llevarían el tren a Bilbao-Calzadas—, que se saldó con trece fallecidos y casi una veintena de heridos, forzarían el inmediato comienzo de la construcción de un nuevo tramo inicial, que entraría en servicio en 1908, en sustitución del original. El nuevo recorrido se mantenía intacto hasta Derio, localidad desde la cual partía una traza mucho más segura, completamente nueva, hasta Bilbao-Calzadas. La nueva infraestructura permitía conectar fácilmente con el extinto Ferrocarril de Luchana a Munguía (1893-1975), a partir de 1909, a la altura de Sondica. Después, el nuevo fragmento atravesaba el Archanda por un nuevo túnel, más extenso y también de vía única, que emergía en Bilbao, en el barrio de Matico-Ciudad Jardín. Finalmente, llegaba a Bilbao-Calzadas, tras una sucesión de túneles de nueva construcción.
Durante años, hasta 1969, la estación de Bilbao-Calzadas ofreció con normalidad la conexión de Bilbao con Lezama (e, indirectamente con Sondica y Munguía). A partir de dicho año quedó la línea fuera de servicio entre la cabecera y la estación de Loruri-Ciudad Jardín, su colateral, a consecuencia de un corrimiento de tierra en la ladera de Montaño, que no sería solucionado hasta casi dos décadas más tarde, de la mano de Eusko Trenbideak, nueva gestora pública de la infraestructura. Durante décadas, Loruri-Ciudad Jardín funcionó como cabecera de la línea, hasta que, corregido el corrimiento de 1969, el tráfico volvió a Bilbao-Calzadas el 8 de noviembre de 1986.
Años antes, a partir de 1975, la estación principal de Sondica fue consistentemente incorporada al recorrido entre Bilbao y Lezama, pues es la única gran estación superviviente de la clausura del ferrocarril de Luchana a Munguía, como consecuencia de las obras de ampliación del Aeropuerto de Bilbao; desde entonces, los trenes avanzan primero desde Bilbao hasta Sondica, donde invierten la marcha para proseguir hasta Lezama, repitiendo el proceso a la inversa a la vuelta. Dicha práctica se mantuvo con la inauguración de la nueva y actual estación de Sondica en 1992, continúa hasta la actualidad, en la línea E3, si bien se prevé que sea innecesaria con la construcción de una nueva variante entre Ola (barrio de Sondica, ubicado al sur del municipio) y la zona central Sondica —que incluiría una nueva estación subterránea a la altura de la actual estación de Sondika— como parte de la conexión ferroviaria con el aeropuerto, actualmente en construcción.

### La influencia del metro de Bilbao

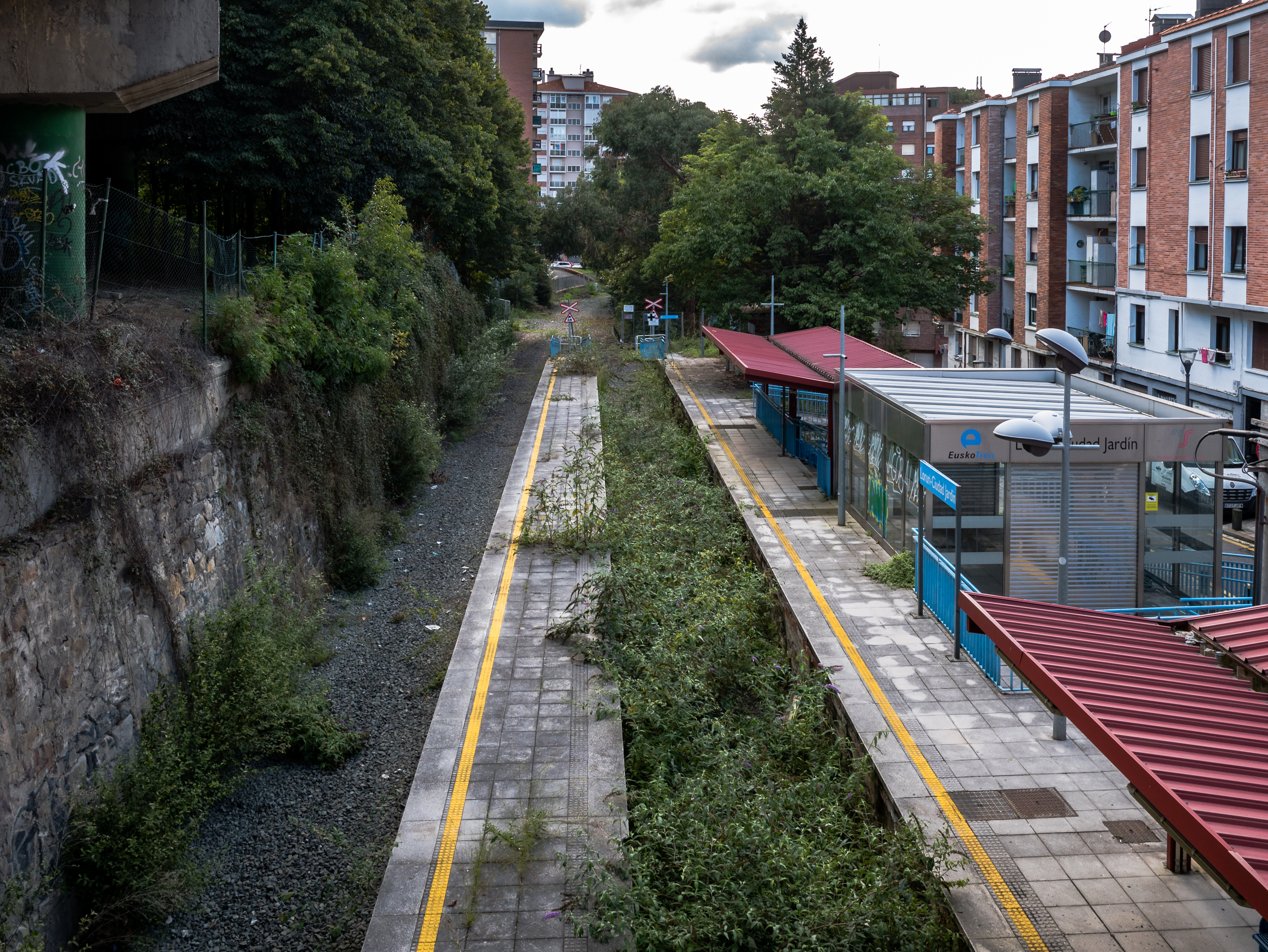
Andenes y edificio en ruinas de la estación de Loruri-Ciudad Jardín, fotografiados en 2017, con la vía y catenaria ya desmanteladas.
La que tradicionalmente fuera la segunda parada de la línea, tras la cabecera de Bilbao-Calzadas, quedó como estación fantasma entre 1996 y 2010 por su proximidad con Matiko, parada perteneciente a la línea de Bilbao a Plencia. Resurgió por un lustro en 2010, hasta que fue definitivamente clausurada tras la puesta en marcha de la actual línea E3.

Tras la puesta en funcionamiento del nuevo metro de Bilbao a finales de 1995, se inició la construcción de un túnel subterráneo paralelo a la bilbaína calle de Ascao, que uniría el túnel ciego de maniobras de la extinta estación de Bilbao-Aduana o Bilbao-San Nicolás (cabecera del Ferrocarril de Bilbao a Plencia, ubicada donde se encuentra la actual Zazpikaleak/Casco Viejo) con el túnel de acceso a Bilbao-Calzadas, quedando así empalmada la línea de Lezama con el tramo sobrante, no incorporado al metro (hasta San Ignacio), del anterior ferrocarril. En septiembre de 1996, la nueva línea del Txorierri, ya entonces bautizada por Eusko Trenbideak como línea 4, quedó así configurada como San Inazio–Lezama, incorporándose a la línea, entre otras paradas, el muy frecuentado apeadero de la Universidad de Deusto. La estación de la línea en el Casco Viejo bilbaíno sería, en sustitución de Bilbao-Calzadas, la nueva estación de Zazpi Kaleak-Casco Viejo, fruto de la demolición y reconstrucción de la estación original de Bilbao-Aduana/Bilbao-San Nicolás; por su parte, Loruri-Ciudad Jardín fue cerrada al público, dada su proximidad con la antigua estación de Matiko (con mejor correspondencia con el Funicular de Archanda), a fin de evitar dos paradas en la misma zona durante el mismo recorrido del tren. Asimismo, se estrenó una nueva estación: Zumalakarregi, próxima al Ayuntamiento de Bilbao, que serviría al barrio de Uríbarri, zona a la cual da hoy servicio la nueva estación del mismo nombre.
A partir de ese momento, la línea 4 iría reduciendo o alterándose a consecuencia de distintas obras: en 2000 se segregaría el tramo inicial entre San Ignacio y Deusto, cerrándose las estaciones de San Inazio e Ibarrekolanda y estableciendo la histórica estación de Deusto del Bilbao–Plencia como cabecera en la capital; la línea del Txorierri quedaría así como Deustu–Lezama durante una década. En mayo de 2010, al comenzar las obras de la futura tercera línea del sistema de metro de Bilbao, se clausuró todo el tramo restante del antiguo ferrocarril Bilbao–Plencia (incluida la estación de Zumalakarregi, de construcción posterior), quedando la línea configurada como Zazpi Kaleak-Casco Viejo–Lezama y reabriéndose Loruri-Ciudad Jardín en sustitución de Matiko. Un lustro más tarde, entre junio y noviembre de 2015, y por la continuación de las mismas obras de la futura L3, fueron clausuradas las estaciones de Zazpi Kaleak-Casco Viejo y Loruri-Ciudad Jardin, y se estableció la nueva cabecera de la línea del Txorierri en la estación intermodal de Lutxana (quedando la línea como Lutxana–Sondika–Lezama), aprovechando el trazado mantenido de la extinta línea entre Luchana y Munguía. Mientras, hasta la conclusión de las obras, se mantuvieron dos lanzaderas temporales: una ferroviaria, desde la estación de Sondika a la estación de Ola, y otra por autobús, para el resto del trayecto hasta el Casco Viejo, pasando por la zona de Matico-Ciudad Jardín.
Con todo, la historia reciente de esta línea continúa íntimamente ligada a la de la red de metro de la capital vizcaína, en concreto con la construcción del trazado dedicado a la línea L3. Así, en abril de 2017, una vez terminadas las obras de la nueva variante ferroviaria subterránea que une con Echévarri los barrios bilbaínos de Ocharcoaga, Churdínaga, Zurbaran, Uríbarri y Matico-Ciudad Jardín, pasando por el Casco Viejo, la línea del Txorierri fue refundada como la presente línea E3 de Euskotren Trena. En la actualidad, su recorrido comienza en la nueva estación de Kukullaga, situada al final del trazado clásico de Euskotren en Echévarri, desde donde atraviesa la nueva infraestructura hasta llegar a la reformada estación de Matiko, pasando por la también reconstruida estación del Casco Viejo, hoy llamada Zazpikaleak/Casco Viejo. Tras Matiko, avanza hacia el Valle de Asúa por un nuevo túnel, esta vez de vía doble, a través del Archanda (es el tercer túnel ferroviario de la historia través de dicho monte). Tras el túnel, el nuevo trazado empalma con el veterano recorrido de 1908 antes de la estación de Ola, desde donde continúa su viaje hasta Sondica y Lezama (con inversión de marcha de por medio).

## Futuro de la línea
De cara al futuro, la situación actual en el punto del trayecto en el que se realiza el empalme del nuevo trazado, proveniente de Bilbao a través del nuevo túnel ferroviario del monte Archanda, con el trazado de 1908, a la altura de Ola (Sondica), se reconoce como de carácter provisional. Como parte de la conexión ferroviaria entre Bilbao y su aeropuerto, cuyo recinto abarca partes de los términos municipales de Lujua y Sondica, se prevé que el nuevo túnel sea prolongado, en lugar de empalmar con la curva que realiza el viejo trazado actualmente en servicio, surgiendo así una extensión de la nueva variante hasta una estación subterránea en el Aeropuerto de Bilbao. En ese mismo trayecto, casi lineal en dirección norte, se incluirían dos nuevas estaciones para Sondica y su barrio de Ola, también previsiblemente subterráneas, que sustituirían a las actuales.
Tras dicha nueva estación de Sondika, el trazado se ramificaría: la rama oeste emergería para empalmar en superficie con el ramal existente a la estación de Lutxana (original de la línea Luchana–Munguía, que sirve a la línea-lanzadera E3a y a la línea L1 de la red de metro), la rama este empalmaría en superficie con el resto de la línea de Lezama (que se mantendría como hoy), y la rama norte proseguiría hasta alcanzar el aeropuerto. La manera concreta en que se integrará la nueva línea al aeropuerto y los servicios actuales en la zona permanece, a finales de agosto de 2019, desconocida, pues las últimas fases del proyecto continúan en estudio a tal fecha.
Por otro lado, vecinos del sur de la limítrofe comarca de Uribe reclaman desde hace años el retorno del ferrocarril, como mínimo, hasta Munguía, suprimido en 1975 tras una extensión de la pista de aterrizaje del aeropuerto de Bilbao, en la zona de Lujua. Los favorables a la reimplementación del ferrocarril alegan que sería viable por el alto nivel de población del municipio, habiendo surgido voces que plantean aprovechar el proyecto de conexión con el aeropuerto para conseguir dicho fin, alargando la vía desde la terminal de Lujua hasta el municipio.